# シド・サクソン
シド・サクソン（Sid Sackson, 1920年2月4日-2002年11月6日、シカゴ出身）は、アメリカのボードゲームデザイナー、ボードゲームコレクター。ビジネスゲーム『アクワイア』の作者として知られる。 

## 経歴
1960年頃にニューヨーク・ゲーム協会(New York Game Associates, 略称NYGA)を組織し、会長を務める。NYGAは良い意味で穏健なゲームサークルで、不定期に会合を行い、新作ゲームの発表や批評を行っていた。
1970年後半から数年間は、月刊「Strategy & Tactics」の"Sackson on Games"というコラムで、ウォーゲーム以外のゲームのレビューを書いていた。
生涯を通してゲームを収集、死亡時のコレクションは18,000タイトル以上と推定。多くが珍品で、サクソンへの助言を求める有望なゲームデイナーより親展されたものだった。だがサクソンは生前これらを、どこかで恒久的に保管するという提案を断った。死後オークションでゲームが売り出され、コレクションは分割された。個人的な書類はニューヨークのロチェスターにあるThe Strongに保管されている。
2011年、アクワイアと共にオリジン賞に殿堂入りし、またフライングバッファローの有名ゲームデザイナートランプデッキで「ダイヤのキング」として紹介され、 「有名ゲームデザイナー」の名誉も授かった。 

## 主な作品

### ゲーム
- アクワイア
- ボウリング・ソリティア
- バイワード
- キャント・ストップ - BoardGameArenaやBrettspielWeltでプレイする事ができる。
- フィールズ・オブ・アクション
- フォーカス（ドミネーション） - 1981年ドイツ年間ゲーム大賞でゲームオブザイヤー受賞。
- ハグル
- アイム・ザ・ボス！
- ネットワーク
- ポーク
- ノー・ゲーム

### 書籍
全5巻にまとめられており、検索は容易である。 
- シド・サクソンのゲーム大全（英語版） - サクソンを含むNYGA会員がデザインしたゲームが収録されている[5][6]。
- Card Around the World
  - どちらもサクソン自身がデザインしたゲームに加え、古今東西のゲームを収録している。
- Beyond Competition（1977年） - あまり知られていない作品の1つ。複数プレイヤーで協力プレイ出来るようデザインされた、ペンシルゲーム（鉛筆と紙を使うゲーム）が6つ収載されている。